# Leissan Maratowna Biktaschewa
Leissan Maratowna Biktaschewa (russisch Лейсан Маратовна Бикташева, englisch Leisan Biktasheva; * 23. November 1993 in Tuimasy, Republik Baschkortostan) ist eine russische Biathletin, die 2019 im Weltcup startete.

## Sportliche Laufbahn
Leissan Biktaschewa trat 2013 bei den Sommerbiathloneuropameisterschaften der Junioren erstmals international in Erscheinung und gewann im Sprint und mit der Mixedstaffel die Goldmedaille. Bei den russischen Meisterschaften gewann sie drei Jahre später eine Bronzemedaille, wurde aber nicht in die Nationalmannschaft aufgenommen. Erst mit den Sommerbiathlon-Weltmeisterschaften 2018 und der darauffolgenden Saison 2018/19 gab es erneute internationale Wettkampfteilnahmen. Gleich ihr erstes Rennen im Winter, einen Sprint in Idre, schloss die Russin als Siebte ab, auch in Obertilliach kam sie am Jahresende im IBU-Cup zum Einsatz. Im Februar 2019 wurde sie schließlich in die Nationalmannschaft berufen und durfte die Überseerennen von Canmore und Soldier Hollow im Weltcup bestreiten. Beim wegen der extremen Kälte verkürzten Einzelwettkampf in Kanada erzielte sie dabei als 39. sofort Weltcuppunkte, in Sprint und Verfolgung von Soldier Hollow verpasste sie die Punkteränge nur knapp. Seit dem Jahresende 2019 war Biktaschewa wieder ausschließlich national unterwegs, erreichte aber in nur wenigen Wettkämpfen vordere Platzierungen und bestritt seit der nationalen Meisterschaft im März 2021 kein Rennen mehr.

## Statistiken

### Weltcupplatzierungen
Die Tabelle zeigt alle Platzierungen (je nach Austragungsjahr einschließlich Olympische Spiele und Weltmeisterschaften).
- 1.–3. Platz: Anzahl der Podiumsplatzierungen
- Top 10: Anzahl der Platzierungen unter den ersten zehn (einschließlich Podium)
- Punkteränge: Anzahl der Platzierungen innerhalb der Punkteränge (einschließlich Podium und Top 10)
- Starts: Anzahl gelaufener Rennen in der jeweiligen Disziplin
- Staffel: inklusive Mixed- und Single-Mixed-Staffeln

| Platzierung               | Einzel | Sprint | Verfolgung | Massenstart | Staffel | Gesamt |
| ------------------------- | ------ | ------ | ---------- | ----------- | ------- | ------ |
| 1. Platz                  |        |        |            |             |         |        |
| 2. Platz                  |        |        |            |             |         |        |
| 3. Platz                  |        |        |            |             |         |        |
| Top 10                    |        |        |            |             |         |        |
| Punkteränge               | 1      |        |            |             |         | 1      |
| Starts                    | 1      | 1      | 1          |             | 1       | 4      |
| Stand: Saisonende 2018/19 |        |        |            |             |         |        |

### Weltcupwertungen
Ergebnisse bei Weltcups (Disziplinen- und Gesamtweltcup) gemäß Punktesystem.
| Saison  | Einzel | Einzel | Sprint | Sprint | Verfolgung | Verfolgung | Massenstart | Massenstart | Gesamt | Gesamt |
| Saison  | Platz  | Punkte | Platz  | Punkte | Platz      | Punkte     | Platz       | Punkte      | Platz  | Punkte |
| ------- | ------ | ------ | ------ | ------ | ---------- | ---------- | ----------- | ----------- | ------ | ------ |
| 2018/19 | 69.    | 2      | –      | –      | –          | –          | –           | –           | 99.    | 2      |